# Michael Schweizer (Radsportler, 1991)

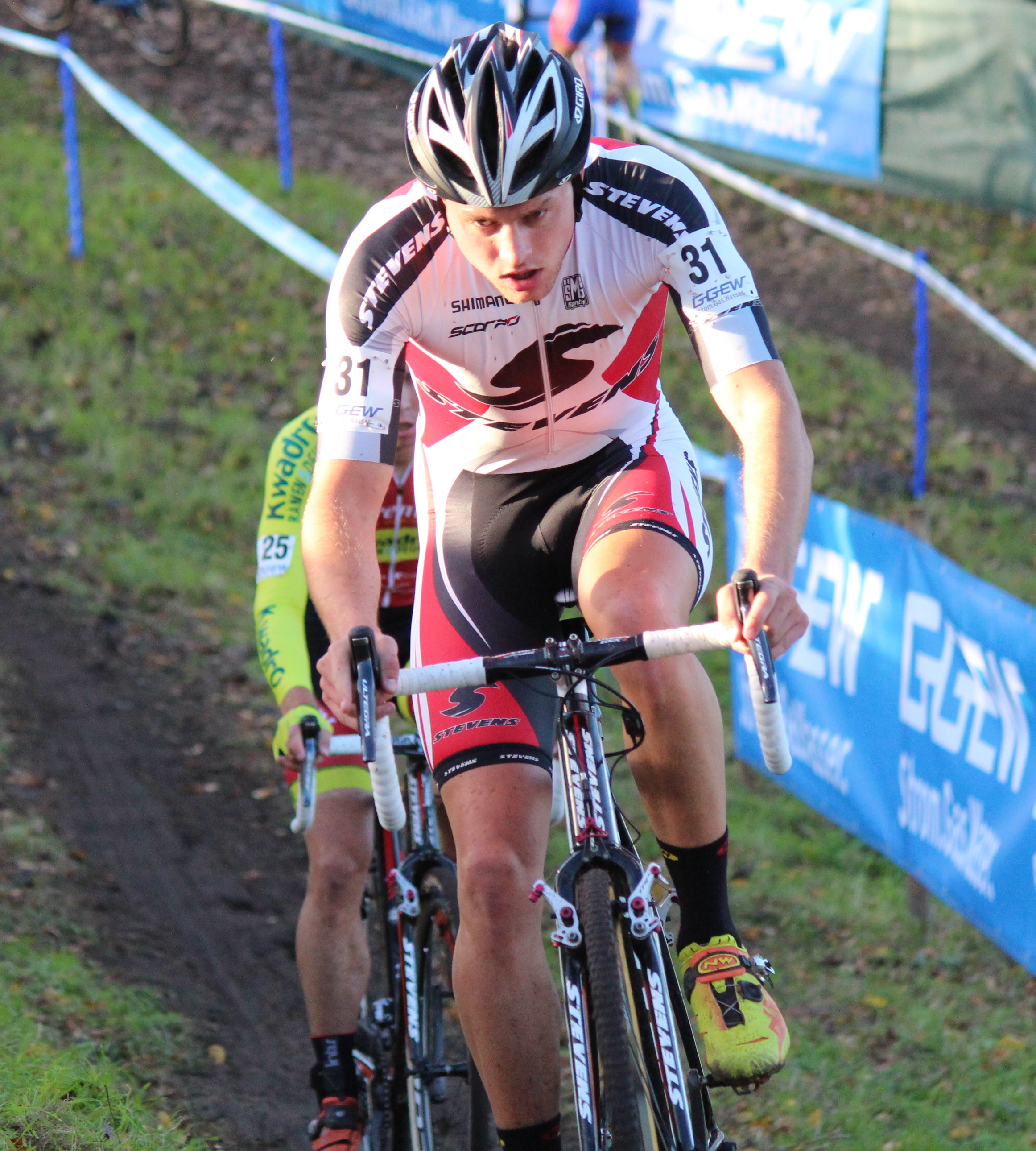
Michael Schweizer

Michael Schweizer (* 5. Juli 1991 in Wangen im Allgäu) ist ein deutscher Cyclocross- und Straßenradrennfahrer.
Michael Schweizer wurde Anfang des Jahres 2007 deutscher Cyclocross-Meister in der Jugendklasse. Ein Jahr später konnte er 5. in der Juniorenklasse werden und bei den Cyclocross-Weltmeisterschaften 2008 in Treviso fuhr er einen 28. Platz ein. Anfang 2009 wurde er im bayerischen Strullendorf Deutscher Meister im Cyclocross der Juniorenklasse. Anschließend wechselte er zum Stevens Racing Team nach Hamburg, dem er bis heute angehört. In der Saison 2010/2011 belegte er bei den Europameisterschaften in Frankfurt am Main  in der U23 Klasse den 9. Platz, wurde 16. beim Weltcup in Heusden-Zolder und 4. der deutschen Meisterschaften in Lorsch. In der Saison 2011/2012 konnte er bei der Europameisterschaft in Lucca einen 14. Platz einfahren und wurde im brandenburgischen Kleinmachnow Deutscher U23-Meister.

## Erfolge – Cyclocross
2006/2007
- Deutscher Meister (Jugend)

2008/2009
- Deutscher Meister (Junioren)

2011/2012
- Deutscher Meister (U23)

2013/2014
- Gesamtwertung Deutschland-Cup

2016/2017
- Gesamtwertung Deutschland-Cup

## Teams
- 2007–2009 Team Cebion Stuttgart
- 2010–2012 Stevens Racing Team
- 2013 KED-Stevens-Radteam Berlin
- Seit 2014 Stevens Racing Team